# Ciriaco de’ Pizzicolli

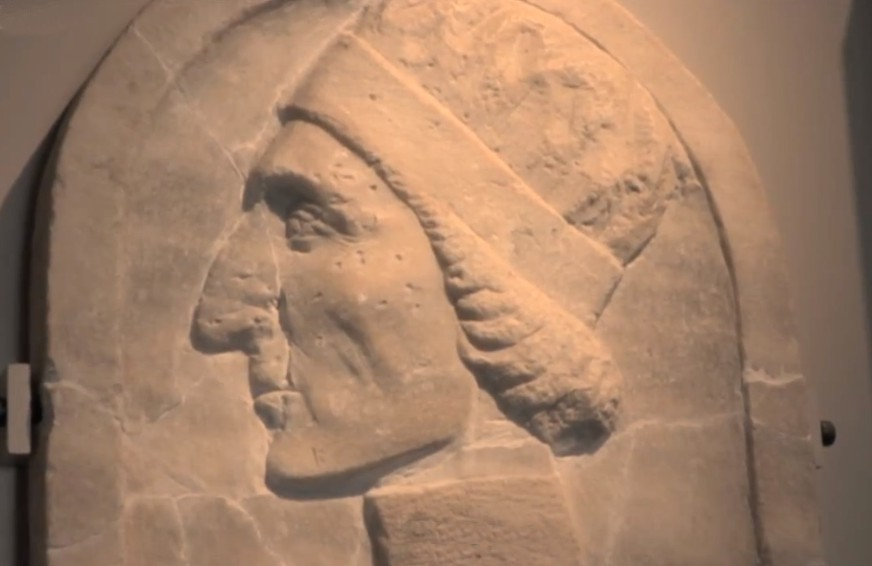
Ciriaco de’ Pizzicolli, Francesco Podesti Művészeti Galéria, Ancona

Ciriaco de’ Pizzicolli vagy Ciriaco d’Ancona (Ancona, 1391. július 31. – Cremona, 1452) olasz kereskedő, humanista és antikvárius.

## Élete
Ciriaco de’ Pizzicolli 1391-ben született a Pápai Állam területén Ancona egyik kiemelkedő kereskedőcsaládjába. Első utazását kilencéves korában, anyja testvérének családjával tette meg. Később mint antikvárius, érdeklődésétől hajtva utazta be a keleti mediterrán térséget.
Több utat tett Dél-Itáliába, Dalmáciába és Epiruszba, valamint Moreába, Egyiptomba, de járt Híoszon, Rodoszon, Bejrútban, Anatóliában és Konstantinápolyban is. Útjai során részletesen leírta a felkeresett műemlékeket és ókori emlékeket, amelyeket rajzokon is megörökített. Konstantinápoly 1422-es ostroma idején oszmán alkalmazásban állt. Különösen az Oszmán Birodalom területén tett részletes helyszíni megfigyelései a modern régészet egyik előfutárává teszik. Az ókori görög civilizációhoz kapcsolódó topográfiai felmérési és megfigyelései hasznosnak bizonyultak a későbbi régészeti feltárások során. Dél-Itáliában, Görögországban, Egyiptomban és a Közel-Keleten utaztában több száz feliratot másolt, műemlékeket rajzolt le, medálokat, szobrokat és kéziratokat gyűjtött. Útjai során tett régészeti felfedezéseit, megfigyeléseit Commentaria (’Kommentárok’) címen jegyezte le, amelyekkel végül hat kötetet töltött be. Bár ezek egy 1514-es tűzvész során megsemmisültek, kéziratos másolatai fennmaradtak.

## Munkái angol nyelven
- Cyriac of Ancona: Later Travels (2004), szerkesztette és fordította Edward W. Bodnar és Clive Foss ISBN 0-674-00758-1
- Cyriacus of Ancona and Athens (1960), szerkesztette és fordította Edward Bodnard, Latomus Revue d’Études Latines, XLIII. kötet
- Cyriacus of Ancona’s Journeys in the Propontis and the Northern Aegean, 1444–1445 (1976), szerkesztette és fordította Edward Bodnar és C. Mitchell

## Fordítás
- Ez a szócikk részben vagy egészben  a   Ciriaco de' Pizzicolli című angol Wikipédia-szócikk ezen változatának fordításán alapul.  Az eredeti cikk szerkesztőit annak laptörténete sorolja fel. Ez a jelzés csupán a megfogalmazás eredetét és a szerzői jogokat jelzi, nem szolgál a cikkben szereplő információk forrásmegjelöléseként.